# Матч за звание чемпиона мира по шахматам 1961
Матч-реванш на первенство мира по шахматам между чемпионом мира 24-летним Михаилом Талем и экс-чемпионом 49-летним Михаилом Ботвинником проходил с 15 марта по 12 мая 1961 года в Москве.
Регламент матча: 24 партии на большинство, при счёте 12:12 чемпион сохраняет звание.
Главный арбитр — Гидеон Штальберг (Швеция).
Выиграв со счётом 13:8 (+10 −5 =6) в поединке из 21 партии, Ботвинник вновь вернул звание чемпиона мира, сохранив его до матча 1963 года, когда Ботвиннику предстояло сразиться с Тиграном Петросяном. 49-летний Ботвинник стал самым возрастным чемпионом мира в XX веке.
В некоторых источниках указывается, что Таль испытывал проблемы со здоровьем во время матча.

## Таблица матча
| № | Участники        | 1 | 2 | 3 | 4 | 5 | 6 | 7 | 8 | 9 | 10 | 11 | 12 | 13 | 14 | 15 | 16 | 17 | 18 | 19 | 20 | 21 | Очки |
| - | ---------------- | - | - | - | - | - | - | - | - | - | -- | -- | -- | -- | -- | -- | -- | -- | -- | -- | -- | -- | ---- |
| 1 | Михаил Ботвинник | 1 | 0 | 1 | ½ | ½ | ½ | 1 | 0 | 1 | 1  | 1  | 0  | 1  | ½  | 1  | ½  | 0  | 1  | 0  | ½  | 1  | 13   |
| 2 | Михаил Таль      | 0 | 1 | 0 | ½ | ½ | ½ | 0 | 1 | 0 | 0  | 0  | 1  | 0  | ½  | 0  | ½  | 1  | 0  | 1  | ½  | 0  | 8    |

## Примечательные партии

### Ботвинник — Таль
|   | a | b | c | d | e | f | g | h |   |
| - | --- | --- | --- | --- | --- | --- | --- | --- | - |
| 8 | a8 чёрная ладья · e8 чёрный король · f8 чёрная ладья · g7 белая ладья · a6 чёрная пешка · d6 чёрная пешка · f6 чёрный конь · c5 чёрная пешка · d5 белая пешка · e5 чёрная пешка · g5 чёрная пешка · c4 чёрная пешка · g4 чёрный слон · c3 белый конь · a2 белая пешка · b2 белая пешка · c2 белый слон · g2 белая пешка · b1 белый король · f1 белая ладья | a8 чёрная ладья · e8 чёрный король · f8 чёрная ладья · g7 белая ладья · a6 чёрная пешка · d6 чёрная пешка · f6 чёрный конь · c5 чёрная пешка · d5 белая пешка · e5 чёрная пешка · g5 чёрная пешка · c4 чёрная пешка · g4 чёрный слон · c3 белый конь · a2 белая пешка · b2 белая пешка · c2 белый слон · g2 белая пешка · b1 белый король · f1 белая ладья | a8 чёрная ладья · e8 чёрный король · f8 чёрная ладья · g7 белая ладья · a6 чёрная пешка · d6 чёрная пешка · f6 чёрный конь · c5 чёрная пешка · d5 белая пешка · e5 чёрная пешка · g5 чёрная пешка · c4 чёрная пешка · g4 чёрный слон · c3 белый конь · a2 белая пешка · b2 белая пешка · c2 белый слон · g2 белая пешка · b1 белый король · f1 белая ладья | a8 чёрная ладья · e8 чёрный король · f8 чёрная ладья · g7 белая ладья · a6 чёрная пешка · d6 чёрная пешка · f6 чёрный конь · c5 чёрная пешка · d5 белая пешка · e5 чёрная пешка · g5 чёрная пешка · c4 чёрная пешка · g4 чёрный слон · c3 белый конь · a2 белая пешка · b2 белая пешка · c2 белый слон · g2 белая пешка · b1 белый король · f1 белая ладья | a8 чёрная ладья · e8 чёрный король · f8 чёрная ладья · g7 белая ладья · a6 чёрная пешка · d6 чёрная пешка · f6 чёрный конь · c5 чёрная пешка · d5 белая пешка · e5 чёрная пешка · g5 чёрная пешка · c4 чёрная пешка · g4 чёрный слон · c3 белый конь · a2 белая пешка · b2 белая пешка · c2 белый слон · g2 белая пешка · b1 белый король · f1 белая ладья | a8 чёрная ладья · e8 чёрный король · f8 чёрная ладья · g7 белая ладья · a6 чёрная пешка · d6 чёрная пешка · f6 чёрный конь · c5 чёрная пешка · d5 белая пешка · e5 чёрная пешка · g5 чёрная пешка · c4 чёрная пешка · g4 чёрный слон · c3 белый конь · a2 белая пешка · b2 белая пешка · c2 белый слон · g2 белая пешка · b1 белый король · f1 белая ладья | a8 чёрная ладья · e8 чёрный король · f8 чёрная ладья · g7 белая ладья · a6 чёрная пешка · d6 чёрная пешка · f6 чёрный конь · c5 чёрная пешка · d5 белая пешка · e5 чёрная пешка · g5 чёрная пешка · c4 чёрная пешка · g4 чёрный слон · c3 белый конь · a2 белая пешка · b2 белая пешка · c2 белый слон · g2 белая пешка · b1 белый король · f1 белая ладья | a8 чёрная ладья · e8 чёрный король · f8 чёрная ладья · g7 белая ладья · a6 чёрная пешка · d6 чёрная пешка · f6 чёрный конь · c5 чёрная пешка · d5 белая пешка · e5 чёрная пешка · g5 чёрная пешка · c4 чёрная пешка · g4 чёрный слон · c3 белый конь · a2 белая пешка · b2 белая пешка · c2 белый слон · g2 белая пешка · b1 белый король · f1 белая ладья | 8 |
| 7 | a8 чёрная ладья · e8 чёрный король · f8 чёрная ладья · g7 белая ладья · a6 чёрная пешка · d6 чёрная пешка · f6 чёрный конь · c5 чёрная пешка · d5 белая пешка · e5 чёрная пешка · g5 чёрная пешка · c4 чёрная пешка · g4 чёрный слон · c3 белый конь · a2 белая пешка · b2 белая пешка · c2 белый слон · g2 белая пешка · b1 белый король · f1 белая ладья | a8 чёрная ладья · e8 чёрный король · f8 чёрная ладья · g7 белая ладья · a6 чёрная пешка · d6 чёрная пешка · f6 чёрный конь · c5 чёрная пешка · d5 белая пешка · e5 чёрная пешка · g5 чёрная пешка · c4 чёрная пешка · g4 чёрный слон · c3 белый конь · a2 белая пешка · b2 белая пешка · c2 белый слон · g2 белая пешка · b1 белый король · f1 белая ладья | a8 чёрная ладья · e8 чёрный король · f8 чёрная ладья · g7 белая ладья · a6 чёрная пешка · d6 чёрная пешка · f6 чёрный конь · c5 чёрная пешка · d5 белая пешка · e5 чёрная пешка · g5 чёрная пешка · c4 чёрная пешка · g4 чёрный слон · c3 белый конь · a2 белая пешка · b2 белая пешка · c2 белый слон · g2 белая пешка · b1 белый король · f1 белая ладья | a8 чёрная ладья · e8 чёрный король · f8 чёрная ладья · g7 белая ладья · a6 чёрная пешка · d6 чёрная пешка · f6 чёрный конь · c5 чёрная пешка · d5 белая пешка · e5 чёрная пешка · g5 чёрная пешка · c4 чёрная пешка · g4 чёрный слон · c3 белый конь · a2 белая пешка · b2 белая пешка · c2 белый слон · g2 белая пешка · b1 белый король · f1 белая ладья | a8 чёрная ладья · e8 чёрный король · f8 чёрная ладья · g7 белая ладья · a6 чёрная пешка · d6 чёрная пешка · f6 чёрный конь · c5 чёрная пешка · d5 белая пешка · e5 чёрная пешка · g5 чёрная пешка · c4 чёрная пешка · g4 чёрный слон · c3 белый конь · a2 белая пешка · b2 белая пешка · c2 белый слон · g2 белая пешка · b1 белый король · f1 белая ладья | a8 чёрная ладья · e8 чёрный король · f8 чёрная ладья · g7 белая ладья · a6 чёрная пешка · d6 чёрная пешка · f6 чёрный конь · c5 чёрная пешка · d5 белая пешка · e5 чёрная пешка · g5 чёрная пешка · c4 чёрная пешка · g4 чёрный слон · c3 белый конь · a2 белая пешка · b2 белая пешка · c2 белый слон · g2 белая пешка · b1 белый король · f1 белая ладья | a8 чёрная ладья · e8 чёрный король · f8 чёрная ладья · g7 белая ладья · a6 чёрная пешка · d6 чёрная пешка · f6 чёрный конь · c5 чёрная пешка · d5 белая пешка · e5 чёрная пешка · g5 чёрная пешка · c4 чёрная пешка · g4 чёрный слон · c3 белый конь · a2 белая пешка · b2 белая пешка · c2 белый слон · g2 белая пешка · b1 белый король · f1 белая ладья | a8 чёрная ладья · e8 чёрный король · f8 чёрная ладья · g7 белая ладья · a6 чёрная пешка · d6 чёрная пешка · f6 чёрный конь · c5 чёрная пешка · d5 белая пешка · e5 чёрная пешка · g5 чёрная пешка · c4 чёрная пешка · g4 чёрный слон · c3 белый конь · a2 белая пешка · b2 белая пешка · c2 белый слон · g2 белая пешка · b1 белый король · f1 белая ладья | 7 |
| 6 | a8 чёрная ладья · e8 чёрный король · f8 чёрная ладья · g7 белая ладья · a6 чёрная пешка · d6 чёрная пешка · f6 чёрный конь · c5 чёрная пешка · d5 белая пешка · e5 чёрная пешка · g5 чёрная пешка · c4 чёрная пешка · g4 чёрный слон · c3 белый конь · a2 белая пешка · b2 белая пешка · c2 белый слон · g2 белая пешка · b1 белый король · f1 белая ладья | a8 чёрная ладья · e8 чёрный король · f8 чёрная ладья · g7 белая ладья · a6 чёрная пешка · d6 чёрная пешка · f6 чёрный конь · c5 чёрная пешка · d5 белая пешка · e5 чёрная пешка · g5 чёрная пешка · c4 чёрная пешка · g4 чёрный слон · c3 белый конь · a2 белая пешка · b2 белая пешка · c2 белый слон · g2 белая пешка · b1 белый король · f1 белая ладья | a8 чёрная ладья · e8 чёрный король · f8 чёрная ладья · g7 белая ладья · a6 чёрная пешка · d6 чёрная пешка · f6 чёрный конь · c5 чёрная пешка · d5 белая пешка · e5 чёрная пешка · g5 чёрная пешка · c4 чёрная пешка · g4 чёрный слон · c3 белый конь · a2 белая пешка · b2 белая пешка · c2 белый слон · g2 белая пешка · b1 белый король · f1 белая ладья | a8 чёрная ладья · e8 чёрный король · f8 чёрная ладья · g7 белая ладья · a6 чёрная пешка · d6 чёрная пешка · f6 чёрный конь · c5 чёрная пешка · d5 белая пешка · e5 чёрная пешка · g5 чёрная пешка · c4 чёрная пешка · g4 чёрный слон · c3 белый конь · a2 белая пешка · b2 белая пешка · c2 белый слон · g2 белая пешка · b1 белый король · f1 белая ладья | a8 чёрная ладья · e8 чёрный король · f8 чёрная ладья · g7 белая ладья · a6 чёрная пешка · d6 чёрная пешка · f6 чёрный конь · c5 чёрная пешка · d5 белая пешка · e5 чёрная пешка · g5 чёрная пешка · c4 чёрная пешка · g4 чёрный слон · c3 белый конь · a2 белая пешка · b2 белая пешка · c2 белый слон · g2 белая пешка · b1 белый король · f1 белая ладья | a8 чёрная ладья · e8 чёрный король · f8 чёрная ладья · g7 белая ладья · a6 чёрная пешка · d6 чёрная пешка · f6 чёрный конь · c5 чёрная пешка · d5 белая пешка · e5 чёрная пешка · g5 чёрная пешка · c4 чёрная пешка · g4 чёрный слон · c3 белый конь · a2 белая пешка · b2 белая пешка · c2 белый слон · g2 белая пешка · b1 белый король · f1 белая ладья | a8 чёрная ладья · e8 чёрный король · f8 чёрная ладья · g7 белая ладья · a6 чёрная пешка · d6 чёрная пешка · f6 чёрный конь · c5 чёрная пешка · d5 белая пешка · e5 чёрная пешка · g5 чёрная пешка · c4 чёрная пешка · g4 чёрный слон · c3 белый конь · a2 белая пешка · b2 белая пешка · c2 белый слон · g2 белая пешка · b1 белый король · f1 белая ладья | a8 чёрная ладья · e8 чёрный король · f8 чёрная ладья · g7 белая ладья · a6 чёрная пешка · d6 чёрная пешка · f6 чёрный конь · c5 чёрная пешка · d5 белая пешка · e5 чёрная пешка · g5 чёрная пешка · c4 чёрная пешка · g4 чёрный слон · c3 белый конь · a2 белая пешка · b2 белая пешка · c2 белый слон · g2 белая пешка · b1 белый король · f1 белая ладья | 6 |
| 5 | a8 чёрная ладья · e8 чёрный король · f8 чёрная ладья · g7 белая ладья · a6 чёрная пешка · d6 чёрная пешка · f6 чёрный конь · c5 чёрная пешка · d5 белая пешка · e5 чёрная пешка · g5 чёрная пешка · c4 чёрная пешка · g4 чёрный слон · c3 белый конь · a2 белая пешка · b2 белая пешка · c2 белый слон · g2 белая пешка · b1 белый король · f1 белая ладья | a8 чёрная ладья · e8 чёрный король · f8 чёрная ладья · g7 белая ладья · a6 чёрная пешка · d6 чёрная пешка · f6 чёрный конь · c5 чёрная пешка · d5 белая пешка · e5 чёрная пешка · g5 чёрная пешка · c4 чёрная пешка · g4 чёрный слон · c3 белый конь · a2 белая пешка · b2 белая пешка · c2 белый слон · g2 белая пешка · b1 белый король · f1 белая ладья | a8 чёрная ладья · e8 чёрный король · f8 чёрная ладья · g7 белая ладья · a6 чёрная пешка · d6 чёрная пешка · f6 чёрный конь · c5 чёрная пешка · d5 белая пешка · e5 чёрная пешка · g5 чёрная пешка · c4 чёрная пешка · g4 чёрный слон · c3 белый конь · a2 белая пешка · b2 белая пешка · c2 белый слон · g2 белая пешка · b1 белый король · f1 белая ладья | a8 чёрная ладья · e8 чёрный король · f8 чёрная ладья · g7 белая ладья · a6 чёрная пешка · d6 чёрная пешка · f6 чёрный конь · c5 чёрная пешка · d5 белая пешка · e5 чёрная пешка · g5 чёрная пешка · c4 чёрная пешка · g4 чёрный слон · c3 белый конь · a2 белая пешка · b2 белая пешка · c2 белый слон · g2 белая пешка · b1 белый король · f1 белая ладья | a8 чёрная ладья · e8 чёрный король · f8 чёрная ладья · g7 белая ладья · a6 чёрная пешка · d6 чёрная пешка · f6 чёрный конь · c5 чёрная пешка · d5 белая пешка · e5 чёрная пешка · g5 чёрная пешка · c4 чёрная пешка · g4 чёрный слон · c3 белый конь · a2 белая пешка · b2 белая пешка · c2 белый слон · g2 белая пешка · b1 белый король · f1 белая ладья | a8 чёрная ладья · e8 чёрный король · f8 чёрная ладья · g7 белая ладья · a6 чёрная пешка · d6 чёрная пешка · f6 чёрный конь · c5 чёрная пешка · d5 белая пешка · e5 чёрная пешка · g5 чёрная пешка · c4 чёрная пешка · g4 чёрный слон · c3 белый конь · a2 белая пешка · b2 белая пешка · c2 белый слон · g2 белая пешка · b1 белый король · f1 белая ладья | a8 чёрная ладья · e8 чёрный король · f8 чёрная ладья · g7 белая ладья · a6 чёрная пешка · d6 чёрная пешка · f6 чёрный конь · c5 чёрная пешка · d5 белая пешка · e5 чёрная пешка · g5 чёрная пешка · c4 чёрная пешка · g4 чёрный слон · c3 белый конь · a2 белая пешка · b2 белая пешка · c2 белый слон · g2 белая пешка · b1 белый король · f1 белая ладья | a8 чёрная ладья · e8 чёрный король · f8 чёрная ладья · g7 белая ладья · a6 чёрная пешка · d6 чёрная пешка · f6 чёрный конь · c5 чёрная пешка · d5 белая пешка · e5 чёрная пешка · g5 чёрная пешка · c4 чёрная пешка · g4 чёрный слон · c3 белый конь · a2 белая пешка · b2 белая пешка · c2 белый слон · g2 белая пешка · b1 белый король · f1 белая ладья | 5 |
| 4 | a8 чёрная ладья · e8 чёрный король · f8 чёрная ладья · g7 белая ладья · a6 чёрная пешка · d6 чёрная пешка · f6 чёрный конь · c5 чёрная пешка · d5 белая пешка · e5 чёрная пешка · g5 чёрная пешка · c4 чёрная пешка · g4 чёрный слон · c3 белый конь · a2 белая пешка · b2 белая пешка · c2 белый слон · g2 белая пешка · b1 белый король · f1 белая ладья | a8 чёрная ладья · e8 чёрный король · f8 чёрная ладья · g7 белая ладья · a6 чёрная пешка · d6 чёрная пешка · f6 чёрный конь · c5 чёрная пешка · d5 белая пешка · e5 чёрная пешка · g5 чёрная пешка · c4 чёрная пешка · g4 чёрный слон · c3 белый конь · a2 белая пешка · b2 белая пешка · c2 белый слон · g2 белая пешка · b1 белый король · f1 белая ладья | a8 чёрная ладья · e8 чёрный король · f8 чёрная ладья · g7 белая ладья · a6 чёрная пешка · d6 чёрная пешка · f6 чёрный конь · c5 чёрная пешка · d5 белая пешка · e5 чёрная пешка · g5 чёрная пешка · c4 чёрная пешка · g4 чёрный слон · c3 белый конь · a2 белая пешка · b2 белая пешка · c2 белый слон · g2 белая пешка · b1 белый король · f1 белая ладья | a8 чёрная ладья · e8 чёрный король · f8 чёрная ладья · g7 белая ладья · a6 чёрная пешка · d6 чёрная пешка · f6 чёрный конь · c5 чёрная пешка · d5 белая пешка · e5 чёрная пешка · g5 чёрная пешка · c4 чёрная пешка · g4 чёрный слон · c3 белый конь · a2 белая пешка · b2 белая пешка · c2 белый слон · g2 белая пешка · b1 белый король · f1 белая ладья | a8 чёрная ладья · e8 чёрный король · f8 чёрная ладья · g7 белая ладья · a6 чёрная пешка · d6 чёрная пешка · f6 чёрный конь · c5 чёрная пешка · d5 белая пешка · e5 чёрная пешка · g5 чёрная пешка · c4 чёрная пешка · g4 чёрный слон · c3 белый конь · a2 белая пешка · b2 белая пешка · c2 белый слон · g2 белая пешка · b1 белый король · f1 белая ладья | a8 чёрная ладья · e8 чёрный король · f8 чёрная ладья · g7 белая ладья · a6 чёрная пешка · d6 чёрная пешка · f6 чёрный конь · c5 чёрная пешка · d5 белая пешка · e5 чёрная пешка · g5 чёрная пешка · c4 чёрная пешка · g4 чёрный слон · c3 белый конь · a2 белая пешка · b2 белая пешка · c2 белый слон · g2 белая пешка · b1 белый король · f1 белая ладья | a8 чёрная ладья · e8 чёрный король · f8 чёрная ладья · g7 белая ладья · a6 чёрная пешка · d6 чёрная пешка · f6 чёрный конь · c5 чёрная пешка · d5 белая пешка · e5 чёрная пешка · g5 чёрная пешка · c4 чёрная пешка · g4 чёрный слон · c3 белый конь · a2 белая пешка · b2 белая пешка · c2 белый слон · g2 белая пешка · b1 белый король · f1 белая ладья | a8 чёрная ладья · e8 чёрный король · f8 чёрная ладья · g7 белая ладья · a6 чёрная пешка · d6 чёрная пешка · f6 чёрный конь · c5 чёрная пешка · d5 белая пешка · e5 чёрная пешка · g5 чёрная пешка · c4 чёрная пешка · g4 чёрный слон · c3 белый конь · a2 белая пешка · b2 белая пешка · c2 белый слон · g2 белая пешка · b1 белый король · f1 белая ладья | 4 |
| 3 | a8 чёрная ладья · e8 чёрный король · f8 чёрная ладья · g7 белая ладья · a6 чёрная пешка · d6 чёрная пешка · f6 чёрный конь · c5 чёрная пешка · d5 белая пешка · e5 чёрная пешка · g5 чёрная пешка · c4 чёрная пешка · g4 чёрный слон · c3 белый конь · a2 белая пешка · b2 белая пешка · c2 белый слон · g2 белая пешка · b1 белый король · f1 белая ладья | a8 чёрная ладья · e8 чёрный король · f8 чёрная ладья · g7 белая ладья · a6 чёрная пешка · d6 чёрная пешка · f6 чёрный конь · c5 чёрная пешка · d5 белая пешка · e5 чёрная пешка · g5 чёрная пешка · c4 чёрная пешка · g4 чёрный слон · c3 белый конь · a2 белая пешка · b2 белая пешка · c2 белый слон · g2 белая пешка · b1 белый король · f1 белая ладья | a8 чёрная ладья · e8 чёрный король · f8 чёрная ладья · g7 белая ладья · a6 чёрная пешка · d6 чёрная пешка · f6 чёрный конь · c5 чёрная пешка · d5 белая пешка · e5 чёрная пешка · g5 чёрная пешка · c4 чёрная пешка · g4 чёрный слон · c3 белый конь · a2 белая пешка · b2 белая пешка · c2 белый слон · g2 белая пешка · b1 белый король · f1 белая ладья | a8 чёрная ладья · e8 чёрный король · f8 чёрная ладья · g7 белая ладья · a6 чёрная пешка · d6 чёрная пешка · f6 чёрный конь · c5 чёрная пешка · d5 белая пешка · e5 чёрная пешка · g5 чёрная пешка · c4 чёрная пешка · g4 чёрный слон · c3 белый конь · a2 белая пешка · b2 белая пешка · c2 белый слон · g2 белая пешка · b1 белый король · f1 белая ладья | a8 чёрная ладья · e8 чёрный король · f8 чёрная ладья · g7 белая ладья · a6 чёрная пешка · d6 чёрная пешка · f6 чёрный конь · c5 чёрная пешка · d5 белая пешка · e5 чёрная пешка · g5 чёрная пешка · c4 чёрная пешка · g4 чёрный слон · c3 белый конь · a2 белая пешка · b2 белая пешка · c2 белый слон · g2 белая пешка · b1 белый король · f1 белая ладья | a8 чёрная ладья · e8 чёрный король · f8 чёрная ладья · g7 белая ладья · a6 чёрная пешка · d6 чёрная пешка · f6 чёрный конь · c5 чёрная пешка · d5 белая пешка · e5 чёрная пешка · g5 чёрная пешка · c4 чёрная пешка · g4 чёрный слон · c3 белый конь · a2 белая пешка · b2 белая пешка · c2 белый слон · g2 белая пешка · b1 белый король · f1 белая ладья | a8 чёрная ладья · e8 чёрный король · f8 чёрная ладья · g7 белая ладья · a6 чёрная пешка · d6 чёрная пешка · f6 чёрный конь · c5 чёрная пешка · d5 белая пешка · e5 чёрная пешка · g5 чёрная пешка · c4 чёрная пешка · g4 чёрный слон · c3 белый конь · a2 белая пешка · b2 белая пешка · c2 белый слон · g2 белая пешка · b1 белый король · f1 белая ладья | a8 чёрная ладья · e8 чёрный король · f8 чёрная ладья · g7 белая ладья · a6 чёрная пешка · d6 чёрная пешка · f6 чёрный конь · c5 чёрная пешка · d5 белая пешка · e5 чёрная пешка · g5 чёрная пешка · c4 чёрная пешка · g4 чёрный слон · c3 белый конь · a2 белая пешка · b2 белая пешка · c2 белый слон · g2 белая пешка · b1 белый король · f1 белая ладья | 3 |
| 2 | a8 чёрная ладья · e8 чёрный король · f8 чёрная ладья · g7 белая ладья · a6 чёрная пешка · d6 чёрная пешка · f6 чёрный конь · c5 чёрная пешка · d5 белая пешка · e5 чёрная пешка · g5 чёрная пешка · c4 чёрная пешка · g4 чёрный слон · c3 белый конь · a2 белая пешка · b2 белая пешка · c2 белый слон · g2 белая пешка · b1 белый король · f1 белая ладья | a8 чёрная ладья · e8 чёрный король · f8 чёрная ладья · g7 белая ладья · a6 чёрная пешка · d6 чёрная пешка · f6 чёрный конь · c5 чёрная пешка · d5 белая пешка · e5 чёрная пешка · g5 чёрная пешка · c4 чёрная пешка · g4 чёрный слон · c3 белый конь · a2 белая пешка · b2 белая пешка · c2 белый слон · g2 белая пешка · b1 белый король · f1 белая ладья | a8 чёрная ладья · e8 чёрный король · f8 чёрная ладья · g7 белая ладья · a6 чёрная пешка · d6 чёрная пешка · f6 чёрный конь · c5 чёрная пешка · d5 белая пешка · e5 чёрная пешка · g5 чёрная пешка · c4 чёрная пешка · g4 чёрный слон · c3 белый конь · a2 белая пешка · b2 белая пешка · c2 белый слон · g2 белая пешка · b1 белый король · f1 белая ладья | a8 чёрная ладья · e8 чёрный король · f8 чёрная ладья · g7 белая ладья · a6 чёрная пешка · d6 чёрная пешка · f6 чёрный конь · c5 чёрная пешка · d5 белая пешка · e5 чёрная пешка · g5 чёрная пешка · c4 чёрная пешка · g4 чёрный слон · c3 белый конь · a2 белая пешка · b2 белая пешка · c2 белый слон · g2 белая пешка · b1 белый король · f1 белая ладья | a8 чёрная ладья · e8 чёрный король · f8 чёрная ладья · g7 белая ладья · a6 чёрная пешка · d6 чёрная пешка · f6 чёрный конь · c5 чёрная пешка · d5 белая пешка · e5 чёрная пешка · g5 чёрная пешка · c4 чёрная пешка · g4 чёрный слон · c3 белый конь · a2 белая пешка · b2 белая пешка · c2 белый слон · g2 белая пешка · b1 белый король · f1 белая ладья | a8 чёрная ладья · e8 чёрный король · f8 чёрная ладья · g7 белая ладья · a6 чёрная пешка · d6 чёрная пешка · f6 чёрный конь · c5 чёрная пешка · d5 белая пешка · e5 чёрная пешка · g5 чёрная пешка · c4 чёрная пешка · g4 чёрный слон · c3 белый конь · a2 белая пешка · b2 белая пешка · c2 белый слон · g2 белая пешка · b1 белый король · f1 белая ладья | a8 чёрная ладья · e8 чёрный король · f8 чёрная ладья · g7 белая ладья · a6 чёрная пешка · d6 чёрная пешка · f6 чёрный конь · c5 чёрная пешка · d5 белая пешка · e5 чёрная пешка · g5 чёрная пешка · c4 чёрная пешка · g4 чёрный слон · c3 белый конь · a2 белая пешка · b2 белая пешка · c2 белый слон · g2 белая пешка · b1 белый король · f1 белая ладья | a8 чёрная ладья · e8 чёрный король · f8 чёрная ладья · g7 белая ладья · a6 чёрная пешка · d6 чёрная пешка · f6 чёрный конь · c5 чёрная пешка · d5 белая пешка · e5 чёрная пешка · g5 чёрная пешка · c4 чёрная пешка · g4 чёрный слон · c3 белый конь · a2 белая пешка · b2 белая пешка · c2 белый слон · g2 белая пешка · b1 белый король · f1 белая ладья | 2 |
| 1 | a8 чёрная ладья · e8 чёрный король · f8 чёрная ладья · g7 белая ладья · a6 чёрная пешка · d6 чёрная пешка · f6 чёрный конь · c5 чёрная пешка · d5 белая пешка · e5 чёрная пешка · g5 чёрная пешка · c4 чёрная пешка · g4 чёрный слон · c3 белый конь · a2 белая пешка · b2 белая пешка · c2 белый слон · g2 белая пешка · b1 белый король · f1 белая ладья | a8 чёрная ладья · e8 чёрный король · f8 чёрная ладья · g7 белая ладья · a6 чёрная пешка · d6 чёрная пешка · f6 чёрный конь · c5 чёрная пешка · d5 белая пешка · e5 чёрная пешка · g5 чёрная пешка · c4 чёрная пешка · g4 чёрный слон · c3 белый конь · a2 белая пешка · b2 белая пешка · c2 белый слон · g2 белая пешка · b1 белый король · f1 белая ладья | a8 чёрная ладья · e8 чёрный король · f8 чёрная ладья · g7 белая ладья · a6 чёрная пешка · d6 чёрная пешка · f6 чёрный конь · c5 чёрная пешка · d5 белая пешка · e5 чёрная пешка · g5 чёрная пешка · c4 чёрная пешка · g4 чёрный слон · c3 белый конь · a2 белая пешка · b2 белая пешка · c2 белый слон · g2 белая пешка · b1 белый король · f1 белая ладья | a8 чёрная ладья · e8 чёрный король · f8 чёрная ладья · g7 белая ладья · a6 чёрная пешка · d6 чёрная пешка · f6 чёрный конь · c5 чёрная пешка · d5 белая пешка · e5 чёрная пешка · g5 чёрная пешка · c4 чёрная пешка · g4 чёрный слон · c3 белый конь · a2 белая пешка · b2 белая пешка · c2 белый слон · g2 белая пешка · b1 белый король · f1 белая ладья | a8 чёрная ладья · e8 чёрный король · f8 чёрная ладья · g7 белая ладья · a6 чёрная пешка · d6 чёрная пешка · f6 чёрный конь · c5 чёрная пешка · d5 белая пешка · e5 чёрная пешка · g5 чёрная пешка · c4 чёрная пешка · g4 чёрный слон · c3 белый конь · a2 белая пешка · b2 белая пешка · c2 белый слон · g2 белая пешка · b1 белый король · f1 белая ладья | a8 чёрная ладья · e8 чёрный король · f8 чёрная ладья · g7 белая ладья · a6 чёрная пешка · d6 чёрная пешка · f6 чёрный конь · c5 чёрная пешка · d5 белая пешка · e5 чёрная пешка · g5 чёрная пешка · c4 чёрная пешка · g4 чёрный слон · c3 белый конь · a2 белая пешка · b2 белая пешка · c2 белый слон · g2 белая пешка · b1 белый король · f1 белая ладья | a8 чёрная ладья · e8 чёрный король · f8 чёрная ладья · g7 белая ладья · a6 чёрная пешка · d6 чёрная пешка · f6 чёрный конь · c5 чёрная пешка · d5 белая пешка · e5 чёрная пешка · g5 чёрная пешка · c4 чёрная пешка · g4 чёрный слон · c3 белый конь · a2 белая пешка · b2 белая пешка · c2 белый слон · g2 белая пешка · b1 белый король · f1 белая ладья | a8 чёрная ладья · e8 чёрный король · f8 чёрная ладья · g7 белая ладья · a6 чёрная пешка · d6 чёрная пешка · f6 чёрный конь · c5 чёрная пешка · d5 белая пешка · e5 чёрная пешка · g5 чёрная пешка · c4 чёрная пешка · g4 чёрный слон · c3 белый конь · a2 белая пешка · b2 белая пешка · c2 белый слон · g2 белая пешка · b1 белый король · f1 белая ладья | 1 |
|   | a | b | c | d | e | f | g | h |   |

1. d4 Кf6 2. c4 g6 3. Кc3 Сg7 4. e4 d6 5. f3 Кbd7 6. Сe3 e5 7. Кge2 O-O 8. d5 Кh5 9. Фd2 f5 10. O-O-O a6 11. Крb1 Кdf6 12. ef gf 13. Кg3 Фe8 14. Сd3 К:g3 15. hg c5 16. Сh6 Фg6 17. g4 b5 18. С:g7 Кр:g7 19. Лh4 bc 20. Сc2 h6 21. Лdh1 Фg5 22. Ф:g5+ hg 23. Лh6 fg 24. fg С:g4 25. Лg6+ Крf7 26. Лf1 Крe7 27. Лg7+ Крe8 (см. диаграмму)
28. Кe4! Кd7 29. К:d6+ Крd8 30. Л:f8+ К:f8 31. К:c4 Сd7 32. Лf7 Крc7 33. d6+, 1 : 0